# São Silvestre em Capite (título cardinalício)
São Silvestre em Capite (em latim, Silvestri in Capite) é um título cardinalício instituído em 6 de julho de 1517 pelo Papa Leão X, quando, na ocasião do consistório de 1 de julho, houve um grande incremento no número de cardeais. Antes era conhecido como San Silvestro in Campo Martis, San Silvestro inter duos hortos e San Silvestro in Cata Pauli.

## Titulares protetores
- Louis de Bourbon de Vendôme (1517-1521); in commendam (1521-1533)
- Vacante (1533-1540)
- Uberto Gambara (1540-1541)
- Tommaso Badia, O.P. (1542-1547)
- Vacante (1547-1551)
- Fabio Mignanelli (1551-1556)
- Taddeo Gaddi (1557-1561)
- Antoine Perrenot de Granvelle, in commendam (1562-1565)
- Annibale Bozzuti (1565)
- Marco Antonio Bobba (1566-1572)
- Vacante (1572-1585)
- François de Joyeuse (1585-1587)
- Pierre de Gondi (1588-1594)
- Francisco de Ávila (1597-1599)
- Franz Seraph von Dietrichstein (1599-1623)
- Melchior Klesl (1623-1624)
- Vacante (1624-1631)
- Giovanni Battista Maria Pallotta (1631-1652)
- Girolamo Colonna (1652-1653)
- Domingo Pimentel Zúñiga, O.P. (1653)
- Carlo Rossetti (1654-1672)
- Gasparo Carpegna (1672-1689)
- Girolamo Casanate (1689-1700)
- Giovanni Francesco Albani (1700) Eleito Papa Clemente XI
- Johann Philipp von Lamberg (1701-1712)
- Lodovico Pico della Mirandola (1712-1728)
- Próspero Marefoschi (1728-1732)
- Francesco Scipione Maria Borghese (1732-1743)
- Vincenzo Bichi (1743)
- Antonio Maria Ruffo (1743-1753)
- Federico Marcello Lante della Rovere (1753-1759)
- Ferdinando Maria de Rossi (1759-1767)
- François-Joachim de Pierre de Bernis (1769-1774)
- Innocenzo Conti (1775-1783)
- Giovanni Maria Riminaldi (1787-1789)
- Francesco Carrara (1791-1793)
- Carlo Livizzani Forni (1794-1802)
- Bartolomeo Pacca (1802-1818)
- Antonio Pallotta (1823-1834)
- Luigi Bottiglia Savoulx (1834-1836)
- Costantino Patrizi Naro (1836-1849)
- Jacques-Marie-Adrien-Césaire Mathieu (1852-1875)
- Louis-Marie-Joseph-Eusèbe Caverot (1877-1884)
- Vacante (1884-1891)
- Vicenzo Vannutelli (1891-1900); in commendam (1900-1916)
- Donato Sbarretti (1916-1928)
- Luigi Lavitrano (1929-1950)
- Valerio Valeri (1953-1963)
- John Carmel Heenan (1965-1975)
- George Basil Hume, O.S.B. (1976-1999)
- Desmond Connell (2001-2017)
- Louis-Marie Ling Mangkhanekhoun (2017 - atual)